# Castello Sforzesco
Castello Sforzesco is een kasteel in Milaan (Italië), oorspronkelijk ontworpen door Antonio di Pietro Averlino. De bouw van het kasteel begon in de 14e eeuw, met als oorspronkelijk doel als burcht van de Visconti te dienen. Het werd later gedeeltelijk verwoest, waarna het weer is opgebouwd en in het begin van de 20e eeuw  gerenoveerd is. 
Er zijn nu verschillende musea gehuisvest. Er is bijvoorbeeld een kunstcollectie te zien met werk van Michelangelo (zijn laatste werk, de Rondanini Pietà) en Leonardo da Vinci omvat. Ook is er het Museo d'arte antica gevestigd waar onder meer de wandtapijten van Trivulzio hangen, en ook het Muziekinstrumentenmuseum van Milaan.
Het kasteel bestaat uit verschillende stijlen. Het zuidelijke gedeelte heeft een bijzonder grote binnenplaats.
Aan de buitenkant van het zuidelijke gedeelte staat een grote fontein die enkele meters hoog water spuit.